# チアルジン
チアルジン（英: thialdine）は、化学式C6H13NS2
で表される六員環複素環式化合物の一種。常温では白色の結晶で、昇華性がある。天然には食肉や甲殻類の一部、アズキなどに存在する。

## 用途
サクラエビや南極産オキアミなどを茹でた際の主要な香り成分の1つである。
香料用途としては松垣薬品工業が製造し、海産物や肉製品のフレーバーとして使用される。

## 製造
アンモニアの20%水溶液に硫化水素ガスを加え、20~30℃でアセトアルデヒドを滴下させて得られる。
NH3 + H2S + 3CH3CHO →　C6H13NS2 + 2H2O + 1/2O2